# Cyclanthera australis
Cyclanthera australis är en gurkväxtart som beskrevs av Célestin Alfred Cogniaux. Cyclanthera australis ingår i släktet springgurkor, och familjen gurkväxter. Inga underarter finns listade i Catalogue of Life.